# Asiadodis
Asiadodis (лат.) — род насекомых подсемейства Choeradodinae из семейства настоящих богомолов (Mantidae). Известно два вида из Юго-Восточной Азии: Asiadodis squilla (Saussure, 1869) из Индии и Шри-Ланки и Asiadodis yunnanensis (Wang & Liang, 1995) из Китая. Оба вида были первоначально описаны в составе рода Choeradodis, но в 2004 году выделены в отдельный род Asiadodis. От близких родов отличается следующими признаками: пронотум шестиугольный, его боковые края сильно расширены и охватывают голову спереди; передняя поверхность переднеспинки с большим удлинённым двухцветным сине-чёрным пятном вдоль дорсального края.